# Robert Desmond FitzGerald

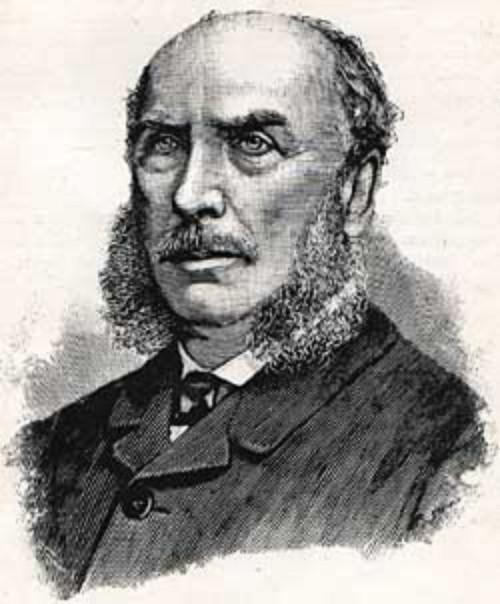

Robert Desmond FitzGerald (30 de novembro de 1830 - 12 de agosto de 1892)  foi um, ornitólogo, botânico, e  poeta irlandês-australiano. era filho de Robert David FitzGerald, banqueiro, e Mary Ann Bell.
Enquanto funcionário público, sua paixão secreta e habilidade para observar as aves e flora, adquiriu conhecimento suficiente para comunicar-se com Charles Darwin a respeito das plantas australianas, tantas vezes que está referenciado diversas vezes no livro The Different Forms of Flowers on Plants of the Same Species de 1877.  Também coletou orquídeas para o botânico germano-australiano Ferdinand von Mueller.

## Vida
FitzGerald nasceu em Tralee, Irlanda. Estudou engenharia civil no Queen's College, de Cork, (hoje University College Cork), e emigrou para a Austrália. Chegou em Sydney em 1856 e logo empregou-se no "Departamento de Terras" como desenhista para a coroa. Assim permaneceu até 1868. Em 1873 tornou-se supervisor geral, e, em 1874, supervisor chefe de minas e controlador das terras das igrejas e colégios de Nova Gales do Sul. Após a "Lei de Terras da Coroa" de 1884, parte de seus deveres foi analisar a missão de seu departamento e ironicamente dessa análise resultou um número de aposentadorias incluindo a sua própria.
Em sua vida privada FitzGerald desenvolveu suas habilidades como ornitólogo. Excelente taxidermista,  inicialmente (durante 1855-56), contribuiu com artígos sobre aves locais de Kerry, na revista da cidade. Tinha também enorme interesse em Botânica. Em 1864 viajou a Wallis Lake, ao norte de Newcastle, Nova Gales do Sul para coletar orquídeas que cultivava em sua casa de Hunter's Hill.  O interesse por orquídeas era contínuo. Em 1869, 1871 e 1876  visitou a Ilha de Lord Howe para coletar mais espécimes. Nessa época descobriu a Dracophyllum fitzgeraldii F.Muell., que mais tarde levaria seu nome.
FitzGerald casou-se com Emily Blackwell, filha de Edward Hunt, diputado M.L.C., de Balmain em 1860.  FitzGerald teve três filhos e três filhas. Seu neto R. D. Fitzgerald foi um poeta australiano.. FitzGerald faleceu em 12 de agosto de 1892 em Hunter's Hill, Sydney, Nova Gales do Sul, e foi sepultado na área presbiteriana do Velho Cemitério Balmain.

## Obra
De 1875 a 1882, com Arthur James Stopps,  litógrafo do escritorio em que trabalhava, FitzGerald publicou sete volumes de sua obra Australian Orchids. Esta publicação tornou-o famoso e J.D.Hooker afirmou a obra seria um orgulho para qualquer botânico ou qualquer pais.
Suas notas manuscritas de espécies botânicas incluem aquelas em têmpera e diagramas de anotações, completadas a mão por FitzGerald de 1870 a 1890, estão na Biblioteca Nacional da Austrália.
As ilustracões de FitzGerald terminadas em Sydney foram publicadas de 1874 a 1894, em Australian Orchids com 196 têmperas e esboços a lápis, em 2 vols. É parte da Biblioteca de Coleções de Manuscritos de Mitchell & Dixson, Biblioteca do Estado de Nova Gales do Sul.
Um número de cartas datadas de 1871 a 1892 de FitzGerald para Ferdinand von Mueller acerca da flora da Austrália e sua identificação com referências ao herbário de especímes, assim como uma carta de G.H. Druce a FitzGerald estão guardadas no National Herbarium of Victoria, Melbourne.

### Medalhas
1. Medalha de bronze da  "Agricultural Society of NSW" em 1871 por su obra em orquídeas
2. Medalha de ouro de la "Exhibition Internationale de Paris" em 1878 por Australian Orchids
3. Medalha de bronze por la "Sydney International Exhibition" em 1879
4. Medalha de prata de la "Melbourne International Exhibition" em 1880
5. Medalha De Ouro de Amsterdan em 1883
6. Medalha de bronze de la "Colonial & Indian Exhibition" em Londres em 1886.[4]

### Homenagens
Foi eleito membro da Sociedade Linneana de Londres em 1874 e da Royal Society de Nova Gales do Sul em 1876.
Pelo menos quatro plantas têm o nome em sua homenagem: Caladenia fitzgeraldii, Sarcochilus fitzgeraldii, Dracophyllum fitzgeraldii e Eugenia fitzgeraldi.
O Fitzgerald County, em Nova Gales do Sul é uma homenagem a ele.